# Cornelia Bouhon
Cornelia Bouhon (getauft 16. November 1757 in Amsterdam; gestorben 15. April 1823) war eine niederländische Tänzerin, Sängerin und Schauspielerin.

## Leben
Cornelia Bouhon wurde am 16. November 1757 in Amsterdam getauft. Sie war die das zweite Kind des Tänzers und Schauspielers Johannes Bouhon (1729/30–1791) und der Schauspielerin Cornelia Ghijben (1733–1790?). Sie hatte einen Bruder Johannes (geb. 1756). Beide hatten Tanz- und Schauspielunterricht bei ihren Eltern. Es ist nicht bekannt, ob sie verheiratet war, vermutlich hatte sie eine uneheliche Tochter.
Schon in jungen Jahren stand Cornelia Bouhon auf der Bühne, ihr frühester bekannter Auftritt fand am 20. September 1766 in der Stadsschouwburg Amsterdam statt. Im Alter von acht Jahren tanzte sie mit ihrem Bruder Johannes eine „Hornpfeife“. Im November spielten Schwester und Bruder „Lolotje“ bzw. „Clitandertje“ in „Der Triumph des Futur“, einer Komödie aus dem Französischen mit. Auch in den folgenden Jahren traten beide als Tänzer und auch in Kinderrollen auf der Bühne auf. Auf Plakaten wurden sie angekündigt als „die Kinder von Monsr. Bouhon“.
Cornelia Bouhon wurde in der Saison 1767/68 für zwei Gulden pro Vorstellung von der Stadsschouwburg engagiert. In den Jahren 1770 und 1771 traten Cornelia und ihr Bruder regelmäßig in Den Haag auf der Bühne auf. Sie tanzten „eine neue Allemande“ und Cornelia Bouhon spielte „Zaïde“ in der Farce „Harlekijn Hulla“, während ihre Mutter „Zaire“ in Voltaires gleichnamiger Tragödie spielte. Die Bouhon-Geschwister traten im Februar 1772 erneut im Amsterdamer Theater auf. Es stellte sich auch heraus, dass sie auch musikalisch begabt waren. Anschließend gaben sie für sich selbst ein Benefizkonzert in der „Manege aan de Overtoom“, einem damals bekannten Musiksaal.
Als „die Schönste auf der Bühne“ wurde Cornelia Bouhon gepriesen, „mit ihrer außergewöhnlich schönen Figur“ und „anmutigen und liebenswerten Haltung“. Sie tanzte und sang Soubrette-Partien in Operetten und Gesangsstücken. Laut einem Überblick über die Amsterdamer Truppe von 1772, dem Jahr, in dem das Theater abbrannte, spielte sie auch „die jungen Einfaltspinsel sowie alle anderen jungen Rollen in verschiedenen Stücken“. Nachdem sie im Amsterdamer Theater nicht mehr arbeiten konnten, reiste die Familie Bouhon im Mai 1773 an das neue Theater nach Rotterdam, welches von Jan Punkt gegründet worden war. Es ging wohl um die Talente von Ghijben und den Kindern, denn Bouhon selbst wurde nur Statist. Cornelia Bouhon wurde „als Schauspielerin, mittlere Tänzerin und Statistin“ engagiert. Nach einem Streit reiste jedoch einen Monat später die gesamte Familie Bouhon ab, um „auf eigene Rechnung auf dem Utrechter Jahrmarkt zu spielen“. Eine vermeintliche „Gesellschaft von Theaterfreunden in Dordrecht“ bat Bouhon, nach Rotterdam zurückzukehren, unter anderem wegen seiner „süßen und verdienten“ Kinder Cornelia und Johannes. Dieser Appell blieb unbeachtet. Im Sommer 1774 waren die Bouhons wieder vollständig am Amsterdamer Theater engagiert.
Die gesamte Familie Bouhon stand am 27. September 1774 bei der Eröffnungsvorstellung des neuen Amsterdamer Theaters am Leidseplein auf der Bühne. Cornelia Bouhon tanzte die Rolle der Vrolijkheid im allegorischen Theaterstück Initiation of the Amsterdam Schouwburg zur Musik von Bartholomeus Roeloffs. Bis 1778 war sie dem Theater als Tänzerin verbunden, dann als Darstellerin „der Rollen junger Heldinnen“. Weiterhin trat sie auch als Sängerin auf. In diesen Jahren muss sie zusätzlich zu ihren jährlichen Anerkennungen ein sehr anständiges Gehalt erhalten haben. Laut der Autorin von „'t Galante leeven“ spielte sie um 1790 „mit Ruhm“ in Opern und anderen Theaterstücken und hatte unter anderem eine langjährige Beziehung mit „dem unehelichen Sohn eines englischen Lords“. So könnte sie mit der Cornelia Bouhon identisch sein, die eine uneheliche Tochter, Cornelia, hatte, die 1798 in Amsterdam römisch-katholisch getauft wurde und nach Aussage der Mutter am 16. August 1791 geboren worden war.
Im Jahr 1797 wurde Cornelia Bouhon vom Amsterdamer Theater entlassen. Zwei Jahre später arbeitete sie mit Ward Bingleys reisender Theatergruppe. Es ist nicht bekannt, wie lange sie mit dieser Truppe reiste. Cornelia Bouhon starb unverheiratet am 15. April 1823 im Alter von 65 Jahren.